# Федерална територија Венецуеле
Федерална територија Венецуеле (шп. Dependencias Federales de Venezuela), једина је зависна федерална територија у оквиру Венецуеле. Укупна површину коју покрива територија је 342,25 км ² и има 2.155 становника (2011).
Територија обухвата скоро сва венецуеланска острва у Карипском мору и заливу Венецуеле. Ова острва, са укупном површином од 342,25 km², су ретко насељена и према резултатима пописа из 2011 само 2.155 људи живе тамо стално, са још стотинак са острва Маргарита, који тамо бораве сезонски због риболова. Територија нема град, а локална власт је под надлежношћу градоначелника Каракаса,

## Галерија
- Острва Федералне територије Венецуеле